# Giấc mộng Trung Quốc
Giấc mộng Trung Quốc hay Trung Quốc mộng (chữ Hán giản thể: 中国梦, bính âm: Zhōngguó mèng) là 1 học thuyết mới (Còn gọi là Tư tưởng Tập Cận Bình) trong các tư tưởng chỉ đạo Xã hội chủ nghĩa của nước Cộng hòa Nhân dân Trung Hoa, được sử dụng trên báo chí, Đảng, Nhà nước và các hoạt động khác.
Năm 2013, Tổng Bí thư Đảng Cộng sản Trung Quốc Tập Cận Bình đã nêu ra học thuyết tại kỳ họp Đại hội Đại biểu Nhân dân Toàn Quốc. Sau đó được sử dụng rộng rãi trên các phương tiện truyền thông Trung Quốc. Tập Cận Bình mô tả rằng "Sự phục hưng vĩ đại của dân tộc Trung Hoa là giấc mơ lớn nhất của Trung Quốc". Ông cũng tuyên bố rằng những người trẻ tuổi nên "dám ước mơ, làm việc cần mẫn để thực hiện những ước mơ và đóng góp vào sự phục hồi của quốc gia". Theo tạp chí lý luận của đảng Cầu Thị, giấc mộng Trung Quốc là sự thịnh vượng của Trung Quốc với nỗ lực tập thể, chủ nghĩa xã hội và vinh quang quốc gia.

## Lịch sử
Ngày 29 tháng 11 năm 2012, Tổng Bí thư Tập Cận Bình cùng một nửa Ủy viên Ban Thường vụ Bộ Chính trị tham quan Bảo tàng Quốc gia Trung Quốc triển lãm "đường tới phục hưng". Tại đây Tập Cận Bình đã đề xuất "Trung Quốc mộng" và định nghĩa là "thực hiện thành tựu phục hưng vĩ đại dân tộc Trung Hoa là giấc mơ lớn nhất thời kỳ cận đại" và còn cho rằng giấc mơ này sẽ thành hiện thực.
Ngày 17 tháng 3 năm 2013, tại Đại hội Đại biểu Toàn quốc lần thứ 12, kỳ họp thứ nhất. Tập Cận Bình được bầu làm Chủ tịch nước trong bài phát biểu của mình ông cũng đề cập đến cụm từ "giấc mộng Trung Quốc ".
Tháng 8 năm 2013 khi thực hiện chuyến thăm tới Hoa Kỳ, Tập Cận Bình đã nói với Tổng thống Hoa Kỳ Obama về việc theo đuổi giấc mơ của Trung Quốc và sự liên kết tự do dân chủ với giấc mơ của Mỹ.

## Nhận xét
Ravi Kant, một cây viết về tài chính, phê bình trên tờ Asia Times rằng chính Tập Cận Bình đang cản trở người dân Trung Quốc thực hiện ước mơ của họ. Ông nói rằng phần lớn sự thăng tiến của Tập có thể được quy cho niềm tin của ông vào Pháp gia, trong đó nhấn mạnh quyền lực tuyệt đối và thẩm quyền của người cai trị. Ông đã so sánh và đối chiếu Tập với Đặng Tiểu Bình, người mà ông nói tin vào việc trao quyền cho mọi người thay vì các nhà lãnh đạo, và chính sách của ông ta đã góp phần vào sự tăng trưởng trong nền kinh tế của Trung Quốc. Kant nói, "Người đàn ông duy nhất đứng giữa người Trung Quốc và giấc mơ Trung Quốc là Tập Cận Bình." 